# Bujaczy Żleb

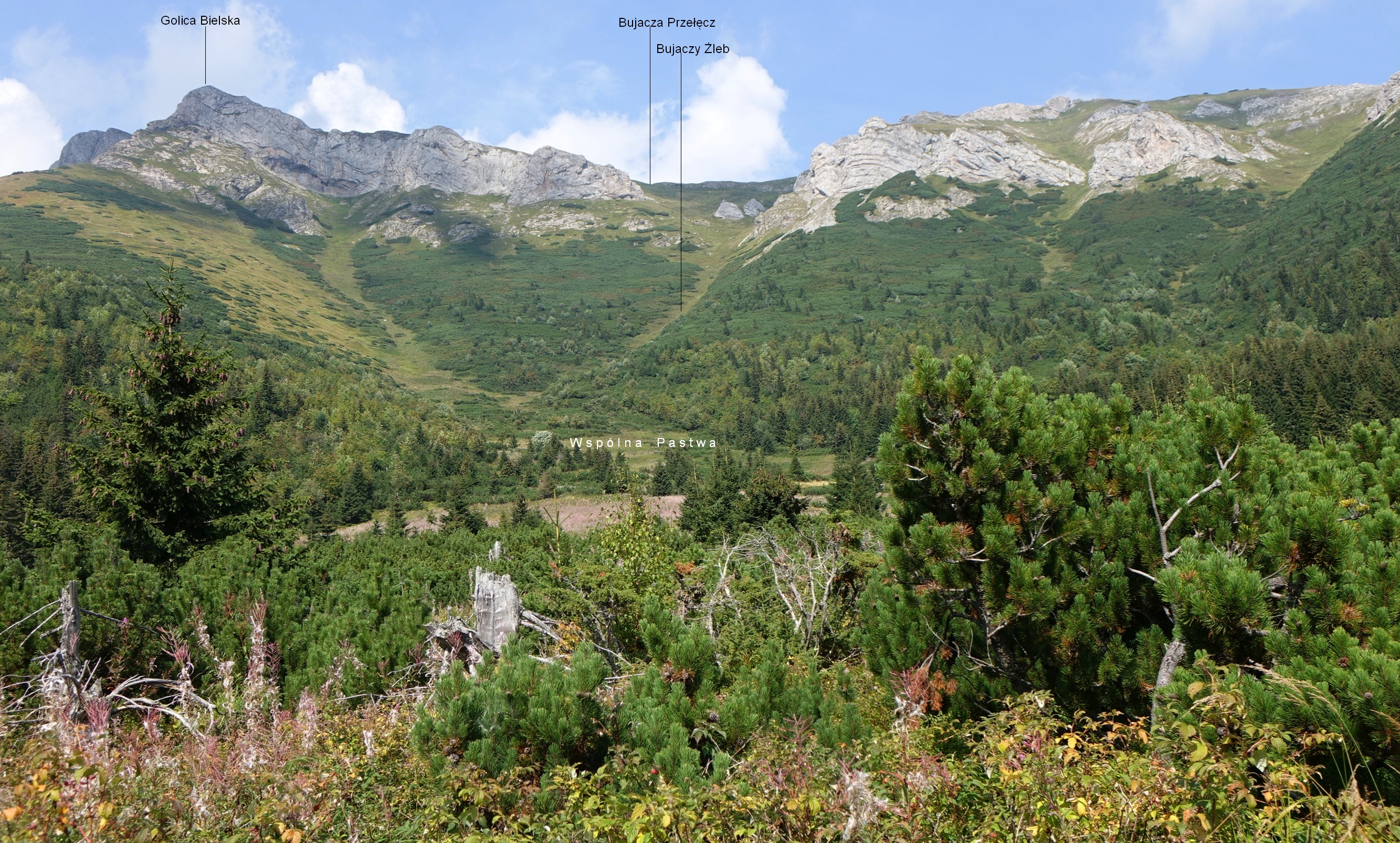
Widok z Wspólnej Pastwy

Bujaczy Żleb (niem. Bujak-Schlucht, słow. Bujačí žľab, węg. Bujak-vályú) – żleb w słowackich Tatrach Bielskich opadający z Bujaczej Przełęczy do Doliny Kieżmarskiej, a dokladniej do Przednich Koperszadów.
Bujaczy Żleb ma wylot na północnym skraju polany Wspólna Pastwa. Jego koryto na całej długości jest trawiaste, bokami ograniczone łanami kosodrzewiny. W górnej części rozgałęzia się na kilka żlebków, boczne żlebki wcinają się w masyw Bujaczego Wierchu.
Autorem nazwy żlebu jest Władysław Cywiński.

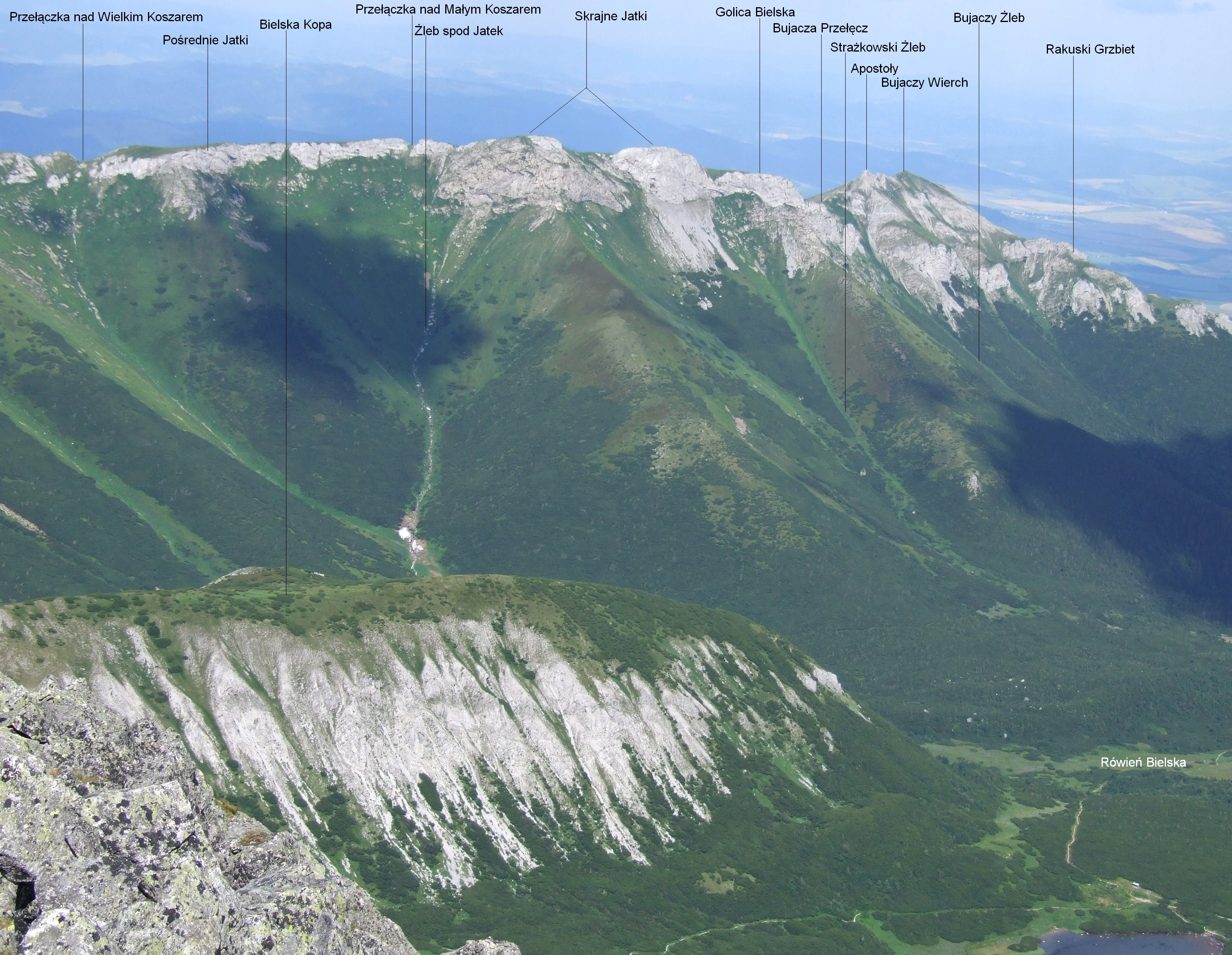